# Daniel Divet
Pas d'image ? Cliquez ici

a Compétitions nationales et continentales officielles uniquement.

b Matchs officiels uniquement.
Daniel Divet, né le 11 décembre 1966, est un joueur français de rugby à XIII évoluant au poste de deuxième ligne ou de troisième ligne. Au cours de sa carrière, il est l'un des rares Français à tenter une expérience à l'étranger en intégrant les anglaises d'Hull FC et des Rovers de Featherstone. En France, il a notamment évolué à Carcassonne et Limoux.
Ses performances en club lui ouvrent les portes de la sélection française avec laquelle il dispute notamment les Coupes du monde 1985-1988 et 1989-1992.

## Palmarès

### En club
- Championnat de France: 
  - Finaliste en 1990 (Carcassonne)
  - Champion de France en 1992 (Carcassonne)
- Coupe de France: 
  - Vainqueur en 1990 (Carcassonne)
  - Vainqueur en 1996 (Limoux)
  - Finaliste en 1997 (Limoux)
- Championnat d'Angleterre de deuxième division:
  - Vainqueur en 1993 (Featherstone Rovers)